# DAR Constitution Hall
Le DAR Constitution Hall est une salle de concert de Washington, aux États-Unis. Construite en 1929 par les Filles de la révolution américaine pour héberger leur convention annuelle, elle est inscrite au Registre national des lieux historiques et classée National Historic Landmark depuis le 16 septembre 1985.